# 許立 (弘治進士)
許立（1461年—？），字伯基，直隶蘇州府昆山县人，民籍，明朝政治人物。

## 生平
成化十九年（1483年）癸卯科應天府鄉試第一百二十八名舉人。弘治十二年（1499年）中式己未科會試第四十二名，三甲第六十二名進士。授山东海丰知县，十八年（1505年）十一月选授南京廣東道试監察御史，正德五年（1510年）正月南京吏部尚书刘忠等奏南京户科给事中叶良清理铺户，私受请属，潜改底册，颠倒贫富；御史许立与良同事，不能举察，俱宜有罪，葉良黜为民，許立调外任。降調吉安府推官，昭雪一家父子八人冤狱，遷漳州府同知致仕。

## 家族
曾祖許刚，字秉中，永樂中贡士，鈞州、霸州判官；祖許鼐；父許賢。母李氏。永感下。兄成。弟鑑、嗣。